# Балто-адріатична вісь
Балто-адріатична вісь або Балто-адріатичний коридор — один з дев'яти основних залізничних коридорів, які зв'яжуть між собою всі 28 держав, що входять в ЄС. Інші 8 коридорів: Північне море — Балтика, Середземноморський коридор, Середньосхідний коридор, Скандинавія — Середземне море, Рейн — Альпи, Атлантичний коридор, Північне море — Середземне море, Рейн — Дунай.Вісь об'єднує 5 держав (Польща, Чехія, Словаччина, Австрія, Італія) і 14 регіонів.
Коридор є одним з найбільш важливих для транс'європейських автомобільних і залізничних осей. він з'єднує Балтійське і Адріатичне море, проходить через промислові райони Південної Польщі (Верхня Сілезія), Відня та Братислави, Східно-альпійський регіон і Північну Італію.
Балтико-Адріатична вісь (2400 км) зв'яже балтійські порти в Польщі з портами Адріатичного моря. Маршрут починається в портах Гданська і Гдині, потім йде в Варшаву, Відень, Венецію, Трієст і Равенну.
15 липня 2014 року Доріс Бурес, міністр інфраструктури Австрії, зустрілася з Куртом Бодевігом, європейським координатором Балтійсько-Адріатичного транспортного коридору. У Відні міністр зазначила, що розширення австрійського південного маршруту, що формує центр Балтійсько-Адріатичного транспортного коридору, грає не тільки ключову роль для Каринтії і Штирії, а й принесе додаткові вигоди Європі. Курт Бодевіг, що зайняв у березні 2014 року пост координатора Балтійсько-Адріатичного транспортного коридору, підкреслив особливу важливість коридору для Європи.
15 жовтня в Польщі в місті Свіноуйсьце пройшов VI Балтик Бизнес Форум 2014 (міжнародний економічний форум). На цьому заході відбулась дискусія, одне з питань якої було присвячене збільшенню обсягу вантажних перевезень транспортом по Балто-адріатичному коридору.

## Маршрут Осі
- Гданськ і Гдиня
- Варшава
- Лодзь
- Верхня Сілезія та Північна Моравія (Катовиці й Острава)
- Оломоуц
- Брно
- Відень і околиці (місто Відень і Нижня Австрія)
- Братислава
- Південна Австрія (Верхня Штирія, Грац і Каринтія)
- Фріулі-Венеція-Джулія область (Трієст і Удіне)
- Венето (Венеція, Падуя)
- Емілія-Романья (Болонья, Равенна)
- Марке (Анкона)